# Феррари СФ90
Феррари СФ90 е болид от Формула 1, проектиран и конструиран от Скудерия Ферари за Световния шампионат през 2019 г. Понастоящем колата се управлява от пилотите на Ферари Себастиан Фетел и Шарл Льоклер. Дебютът на СФ90 се състои на състезанието за Голямата награда на Австралия.